# Apple Daily
Apple Daily (tiếng Trung: 蘋果日報; Hán-Việt: Tần Quả Nhật Báo; nghĩa đen 'Nhật báo Táo tây') là một tờ báo khổ nhỏ được thành lập vào năm 1995 bởi Jimmy Lai. Cùng với tạp chí giải trí Next Magazine, Apple Daily là một phần của Next Digital, tập đoàn truyền thông lớn nhất Hồng Kông. Tờ báo này đã xuất bản các ấn bản in và kỹ thuật số bằng tiếng Trung Quốc, cũng như một ấn bản kỹ thuật số bằng tiếng Anh. Sau 26 năm hoạt động, Apple Daily chính thức đóng cửa vào ngày 23 tháng 6 năm 2021 sau khi tổng biên tập và các giám đốc của tờ báo này bị chính phủ bắt vì cáo buộc thông đồng với nước ngoài.
Trong một cuộc thăm dò của Viện Reuters được thực hiện vào tháng 1 năm 2019, Apple Daily là tờ báo và trang tin tức được sử dụng nhiều thứ hai ở Hồng Kông. Nó cũng được đánh giá là nguồn tin tức chính được tin cậy thứ ba tại đặc khu này. Một cuộc khảo sát khác được thực hiện bởi Đại học Trung văn Hương Cảng cũng cho thấy Apple Daily là tờ báo trả tiền đáng tin cậy thứ ba tại Hồng Kông vào năm 2019.
Các bản tin và bài xã luận của tờ Apple Daily được xem là có luận điệu ủng hộ phe dân chủ tại Hồng Kông và chỉ trích chính phủ Trung Quốc. Do đó, nó đã bị các công ty quảng cáo tẩy chay và bị áp lực chính trị từ chính phủ Trung Quốc. Sau khi Luật an ninh quốc gia Hồng Kông được ban hành, trụ sở của tờ báo này đã phải đối mặt với các cuộc đột kích bởi cảnh sát vào ngày 10 tháng 8 năm 2020 và ngày 17 tháng 6 năm 2021.
Một ấn phẩm chị em cùng tên cũng được xuất bản tại Đài Loan dưới sự liên doanh giữa Next Media và các công ty Đài Loan khác.

## Lịch sử
Apple Daily được thành lập vào ngày 20 tháng 6 năm 1995 bởi doanh nhân thời trang Jimmy Lai (Lê Trí Anh). Sau sự thành công của Next Magazine, một ấn phẩm khác cũng do Lai sở hữu, ông ra mắt tờ Apple Daily với vốn đăng ký lúc bấy giờ là hơn 700 triệu Đô la Hồng Kông. Lai đặt tên cho tờ Apple Daily (nghĩa tiếng Việt: Nhật báo Táo Tây) theo điển cố Trái táo cấm từ Sách Sáng thế trong Kinh thánh. Lai cho rằng nếu Adam và Eva không ăn quả táo đó thì sẽ chẳng có cái ác và cũng chẳng có tin tức gì trên thế giới này nữa.

## Đột kích và đóng cửa
Vào ngày 17 tháng 6 năm 2021, hơn 500 cảnh sát Hồng Kông lại đột kích vào trụ sở của tờ Apple Daily. Họ đã bắt giữ Tổng Giám đốc Cheung Kim-hung, COO Royston Chow, Tổng biên tập Ryan Law, Nhà xuất bản cộng sự Chan Pui-man và Giám đốc nền tảng trực tuyến của Apple Daily Cheung Chi-Wai với cáo buộc vi phạm Điều 29 của Luật an ninh quốc gia do "cấu kết với nước ngoài hoặc với các yếu tố bên ngoài nhằm gây nguy hiểm cho an ninh quốc gia".
Vụ đột kích và bắt giữ đã bị Hoa Kỳ, Liên minh Châu Âu và Vương quốc Anh, cũng như người phát ngôn nhân quyền của Liên Hợp Quốc chỉ trích. Họ cho rằng luật an ninh quốc gia đang được chính quyền sử dụng để đàn áp tự do báo chí. Các cáo buộc này đã bị bác bỏ bởi Trung Quốc. Theo Bắc Kinh, "vụ việc này không liên quan gì đến tự do báo chí" và các thế lực bên ngoài nên "ngừng lợi dụng lý do tự do báo chí để phá hoại nền pháp quyền của Hồng Kông."
Người dân Hồng Kông đã thể hiện sự ủng hộ đối với tờ báo bằng cách đổ xô mua tờ báo này, khiến cho số lượng in của nó lên đến hơn nửa triệu tờ một ngày sau vụ bắt giữ.
Tài sản của ba công ty có liên quan là Apple Daily Ltd, Apple Daily Printing Ltd và AD Internet Ltd cũng đã bị đóng băng kể từ ngày 14 tháng 5, và các tài khoản ngân hàng thuộc về Jimmy Lai trị giá hơn 500 triệu USD cũng bị chính quyền đóng băng. Vào ngày 21 tháng 6, tờ Apple Daily thông báo rằng trừ khi các tài khoản trên được khôi phục, nó sẽ phải đóng cửa vì không thể trả lương cho nhân viên hoặc duy trì chi phí hoạt động. Vào ngày 23 tháng 6, Apple Daily chính thức thông báo sẽ đóng cửa "vì sự an toàn của nhân viên." Ấn phẩm in cuối cùng được ra mắt vào ngày 24 tháng 6 và trang tin tức kỹ thuật số của Apple Daily sẽ ngưng hoạt động muộn nhất vào ngày 26 tháng 6 năm 2021.

## Danh sách các Tổng biên tập
1. Loh Chan (1995–1996)
2. Ip Yut-kin (1996–2002)
3. Lam Ping-hang (2003–2006)
4. Cheng Ming-yan (2006–2011)
5. Cheung Kim-hung (2012–2015)
6. Chan Pui-man (2015–2017)
7. Ryan Law Wai-kwong (2017–2021)